# Hulk Vs.
Hulk Vs. (Hulk Versus), noto anche come Hulk Contro è una raccolta di due mediometraggi a cartoni animati basati sui personaggi dei fumetti Marvel Comics: Hulk, Wolverine e Thor. La produzione è a cura dei Marvel Studios e della Lions Gate Entertainment. Il DVD comprende sia Hulk vs. Wolverine sia Hulk vs. Thor.
Il film è stato prodotto da Madhouse.
Il film è uscito negli USA il 27 gennaio 2009, mentre in Italia è uscito nel 2010.
Il DVD era originariamente chiamato "Hulk Smash" con una data di uscita prevista per ottobre 2008. La doppia funzione è stata rilasciata su DVD, DVD in edizione speciale a due dischi e Blu-ray.

## Trama

### Hulk vs. Thor
Odino dorme in un sonno rigenerante e Asgard, in sua momentanea assenza, deve esser protetta dai possibili invasori. Nel corso di questi giorni tutti i nemici del regno provano a penetrare le sue mura, ma vengono fermati dai valorosi guerrieri asgardiani, fra i quali il potente Dio del Tuono Thor, figlio dello stesso Odino, armato del suo martello Mjolnir.
Il malvagio Dio dell'Inganno Loki rapisce Bruce Banner con l'intento di usare il suo alter ego, Hulk, per penetrare le mura di Asgard. Grazie all'aiuto della strega Amora, Banner viene separato da Hulk, che ora Loki riesce a controllare grazie a un incantesimo.
Hulk, sotto il controllo di Loki, riesce a battere dapprima i Tre Guerrieri (Fandral, Volstagg e Hogun) e in seguito anche Balder. Arrivato sul posto, Thor ingaggia battaglia contro Hulk, pregando Banner di fermarsi. Subito dopo scopre che è Loki a controllare il mostro e non Bruce Banner. L'aggressività e la potenza della creatura fanno perdere a Loki il controllo di Hulk. Con estrema gioia, però, Loki scopre che Hulk, creatura ormai priva di qualsiasi ragione, continua a combattere Thor anche senza essere controllato. Disgustata da tutto ciò, Amora torna verso Asgard.
Thor cade sotto i colpi dell'inarrestabile Hulk e quest'ultimo si dirige verso Asgard. Amora riesce a soccorrere il Dio del Tuono e gli dice dove può trovare Loki, che, nel frattempo, ha ucciso Bruce Banner. Thor raggiunge Loki e insieme si dirigono verso Hel per recuperare l'anima di Bruce Banner.
Intanto Hulk, dopo aver battuto anche Valchiria, ha raggiunto il palazzo reale e ingaggia una lotta sia con Lady Sif che con Amora. Thor e Loki riescono a convincere Hela a farsi ridare l'anima di Bruce Banner in cambio di quella di Hulk. Banner, così, viene strappato dal suo sogno idilliaco che lo vedeva finalmente in pace con l'amata Betty Ross e un figlio. Infelice per questo, rifiuta di dare aiuto a Thor.
Nel momento in cui Hulk sta per uccidere Odino, viene catapultato ad Hel, dove attacca Banner. Nemmeno unendo le forze i fratellastri Loki e Thor riescono a fermare il gigante verde, che li sconfigge nuovamente. Hela scopre che Hulk è una forza incontrastabile e finirebbe con distruggere il suo regno; così riuniscono Hulk con Bruce Banner e lo rispediscono sulla Terra. Hela chiede in cambio un'altra anima e decide di prendersi quella di Loki, promettendo che non sarà per sempre.
Odino si risveglia e si congratula con gli asgardiani per aver protetto Asgard dai pericoli, riservando un ringraziamento particolare a Bruce Banner, che definisce «grande eroe» e che intanto riprende il suo cammino solitario.

### Hulk vs. Wolverine
Il film è un prequel della serie animata Wolverine e gli X-Men.
Il governo degli Stati Uniti d'America ha contattato il mutante canadese Wolverine dopo che un mostro chiamato Hulk ha spazzato via un'intera città del Canada, compresi dei civili.
Wolverine si mette alla ricerca, inutilmente, del mostro. Dopo giorni di cammino, incrocia per la strada Bruce Banner e capisce che lui e il mostro sono la stessa persona. Banner si trasforma e i due iniziano a lottare furiosamente. Hulk ha la meglio su Wolverine e sembra iniziare a rilassarsi, ma Logan si riprende e ricominciano a lottare, quando entrambi vengono sedati da un misterioso aggressore.
Un flashback mostra che il giovane James Howlett, detto "Logan", fu oggetto di esperimento del programma Arma X e fu dotato di artigli di adamantio. Dopo numerose fasi di allenamento, Wolverine decise di ribellarsi al programma e scappò.
Wolverine si risveglia e nota, con dispiacere, di esser legato nella base di Arma X. Il "Professore" che eseguì gli esperimenti su di lui gli spiega che cancellerà nuovamente la sua memoria così che, al suo risveglio, Wolverine sarà parte di Arma X e non si ribellerà. Inoltre gli spiega che hanno catturato Hulk con lo stesso scopo: trasformarlo in uno spietato agente di Arma X.
In realtà, uno dei membri di Arma X, Lady Deathstrike, vuole eliminare Wolverine. Con l'aiuto di Sabretooth mette K.O. il "Professore" e tenta di uccidere il mutante artigliato. Wolverine riesce a fuggire e a portare con sé Bruce Banner. In seguito, chiede a Bruce Banner di tramutarsi in Hulk per aiutarlo, ma lo scienziato gli spiega che Arma X deve averlo drogato e, quindi, la trasformazione avverrà in maniera molto lenta. Wolverine decide quindi di ferire Banner per farlo arrabbiare e stressare, velocizzando così la trasformazione in Hulk.
Wolverine si trova ad affrontare la squadra di Arma X al gran completo: Lady Deathstrike, Sabretooth, Omega Red e Deadpool. Il team ha la meglio su Wolverine ma, proprio mentre sono sul punto di ucciderlo, Banner si trasforma in Hulk. In poco tempo il golia verde mette K.O. il team di Arma X, per poi distruggere la base.
Riuscito a salvarsi, Wolverine osserva la base di Arma X cadere a pezzi, ma viene raggiunto da Hulk, il quale, avendo un conto in sospeso con lui, gli si scaglia contro iniziando la rivincita.
Dopo i titoli di coda, dalle macerie della base di Arma X esce Deadpool, felice di essersi salvato. Mentre si rialza però, Hulk salta su di lui con violenza. Sulla dissolvenza sentiamo la voce stridula di Deadpool emettere un gemito di dolore.

## Doppiatori originali
- Fred Tatasciore: Hulk
- Bryce Johnson: Bruce Banner
- Steven Blum: Wolverine
- Matthew Wolf: Thor
- Nolan North: Deadpool
- Mark Acheson: Sabretooth
- Janyse Jaud: Lady Deathstrike, Hela
- Colin Murdock: Omega Red
- Tom Kane: Professore
- Graham McTavish: Loki
- Grey DeLisle: Lady Sif
- Kari Wahlgren: Amora "L'incantatrice"
- Jay Brazeau: Volstagg
- Jonathan Holmes: Fandral
- Paul Dobson: Hogun
- Michael Adamthwaite: Balder
- French Tickner: Odino
- Nicole Oliver: Betty Ross, Valchiria
- Qayam Devji: figlio di Bruce e Betty

## Doppiatori italiani
- Federico Di Pofi: Bruce Banner/Hulk
- Pierluigi Astore: Odino, Wolverine
- Massimiliano Plinio: Thor, Sabretooth
- Andrea Lavagnino: Loki, Deadpool
- Gilberta Crispino: Valchiria, Lady Deathstrike
- Emiliano Reggente: Fandral, Professore
- Daniela Debolini: Amora "L'incantatrice", Hela
- Antonio Angrisano: Volstagg

## Critica

### Hulk vs. Thor
Cindy White di IGN ha dichiarato: "Piuttosto che i selvaggi paesaggi boschivi del Canada, questo si occupa dell'architettura maestosa di Asgard, e ci sono molti più personaggi." Essendo meno familiare con Thor come una serie, alcune delle urla dei fumetti mi sono stati persi, per la maggior parte, ma sono sicuro che i fan di Thor li apprezzeranno. Todd Douglass Jr. di DVD Talk ha detto: "In Hulk vs Thor la trama è un po' più calcolata ed è paragonabile al confronto. "E in realtà piacciono le battaglie" Una delle gioie di Hulk contro Thor stava nel guardare il mostro farsi strada attraverso il mondo di Odino. Niente può ostacolarlo e ci sono molti momenti eccezionali e scene di lotta disseminate per tutto il film." Kerry Birmingham di DVD Verdict ha dichiarato: "Kyle e Yost hanno meno affinità con Thor, e mostra, la loro sceneggiatura di Thor, nonostante la sua violenza, non ha la gioia della versione di Wolverine. In avvicinarsi a Thor di Hulk come una controparte furiosa di Wolverine più reattiva, infantile di Hulk, i creatori tracciano lodevolmente una distinzione tra le loro interpretazioni del personaggio, ma il lancio di Asgard è semplicemente meno divertente della sua controparte più gonza".

### Hulk vs. Wolverine
Cindy White di IGN ha dichiarato: "I vantaggi di un progetto diretto su DVD come questo è che i creatori non dovevano rifuggire da quel tipo di sangue che sarebbe inaccettabile per un pubblico del sabato mattina", commentando come Wolverine usa i suoi artigli su un'entità vivente e non solo su robot come in altre caratteristiche animate. Todd Douglass Jr. di DVD Talk lo descrisse come un ritmo incalzante, ma criticò il backstory di Weapon X come "un po' fuori luogo" e disse che "toglie anche la trama di Hulk Vs. Wolverine". Il verdetto del DVD Verdict di Kerry Birmingham ha dichiarato: "Il successo più immediato dei due è Wolverine, animato da una sceneggiatura più decisa rispetto al cugino norvegese Craig Kyle e Chris Yost, sceneggiatori di entrambi gli episodi, sono scrittori di fumetti veterani e ben versati nel mondo degli X-Men, e come tale sembra aver iniettato a Wolverine un po' più di energia".

## Marvel Animated Features
Questo film fa parte della Marvel Animated Features (MAF), una serie di otto film d'animazione direct-to-video realizzati da MLG Productions, una joint venture tra Marvel Studios (successivamente Marvel Animation) e Lions Gate Entertainment.